# Фрьонденберг на Рур
Фрьонденберг на Рур (на немски: Fröndenberg/Ruhr) е град в окръг Уна в Северен Рейн-Вестфалия, Германия, с 20 961 жители (2015). До 1 юни 2003 г. градът се казва „Фрьонденберг“ (Fröndenberg).